# Pseudodiacantha macklottii
Pseudodiacantha macklottii is een insect uit de orde Phasmatodea en de familie Diapheromeridae. De wetenschappelijke naam van deze soort is voor het eerst geldig gepubliceerd in 1842 door Haan. Deze soort is de tweede wandelende tak in de PSG - lijst en kan dus worden aangeduid als PSG 2. 